# Pedicularis rhizomatosa
Pedicularis rhizomatosa är en snyltrotsväxtart som beskrevs av Tsoong. Pedicularis rhizomatosa ingår i släktet spiror, och familjen snyltrotsväxter. Inga underarter finns listade i Catalogue of Life.